# Almotu
Almotu, ime za selo i (prema Swantonu) lokalnu skupinu Palouse Indijanaca sa sjeverne obale rijeke Snake, oko 30 milja iznad ušća Palouse u Washingtonu.

## Vanjske poveznice
- Frederick Webb Hodge